# Central Geral dos Trabalhadores do Brasil
A Central Geral dos Trabalhadores do Brasil (CGTB) é uma central sindical brasileira. É uma das seis centrais sindicais brasileiras que atingiram os critérios de reconhecimento após a aprovação da Lei nº 11.648, publicada no Diário Oficial da União em 31 de março de 2008. A CGTB deixou de atender os critérios de reconhecimento do Ministério do Trabalho em 2011. O atual presidente da entidade é Ubiraci Dantas de Oliveira, eleito em novembro de 2011.
Herdeira dos princípios defendidos pelo Comando Geral dos Trabalhadores, a CGTB defende políticas nacionalistas e getulistas. O primeiro presidente da CGT foi Joaquim dos Santos Andrade, o Joaquinzão, ex-presidente do Sindicato dos Metalúrgicos de São Paulo. Estiveram presentes no Congresso de Fundação, nos dias 21, 22 e 23 de março de 1986, 5.546 delegados, representando 1341 entidades sindicais de todo o Brasil. Entre 1993 e 2011, a CGTB foi presidida por Antonio Neto, fundador e atual presidente da Central dos Sindicatos Brasileiros (CSB).
Em 1988 houve uma mudança de nome para Confederação Geral dos Trabalhadores, mantendo a sigla CGT, mas no ano seguinte, uma divisão interna levou à reativação da Central Geral dos Trabalhadores, o que fez com que passassem a existir duas CGTs. Em 2004 a CGT mudou seu nome para o atual.
A CGTB aprovou em seu 8º Congresso, realizado em 2020, o processo de unificação com a Central dos Trabalhadores e Trabalhadoras do Brasil (CTB) que deve ser concluído em agosto de 2021.